# Palácio Pedro Ludovico Teixeira
O Palácio Pedro Ludovico Teixeira, antigamente conhecido como Centro Administrativo, é um prédio com 12 andares, localizado na Praça Cívica, na cidade de Goiânia, capital do estado brasileiro de Goiás. 
O prédio é a sede da administração pública estadual e abriga, além do Gabinete do Governador e a sua assessoria direta, Secretarias e órgãos estaduais.